# Линия Асакуса (Toei)
Линия Асакуса (яп. 都営地下鉄浅草線 тоэй тикатэцу асакуса сэн) — линия метрополитена расположенная в Токио, принадлежащая Tokyo Metropolitan Bureau of Transportation (Toei). Линия проходит от станции Ниси-Магомэ расположенной в специальном районе Ота до станции Осиагэ расположенной в специальном районе Сумида. Линия стала первой линией метрополитена в Японии предоставившей возможность сквозного сообщения с частными железнодорожными линиями. Доступно сквозное сообщение с линиями компании Keikyu Corporation (Кэйкю) — Линия Кэйкю до станции Мисакигути и Линия Аэропорт (Кэйкю) до станции Аэропорт Ханэда. так же доступно сквозное сообщение с линиями компании Keisei Electric Railway (Кэйсэй) — Линия Осиагэ до станции Инба-Нихон-Идай; Линия Кэйсэй до станции Аэропорт Нарита, а также далее через линию Кэйсэй на линию компании Shibayama Railway до станции Сибаяма-Тиёда.
На картах и вывесках линия отмечена розовым цветом. Станции помечены значком  и двухзначным номером.

## История
Линия Асакуса была первой линией построенной Токийским Правительством. Планировалось название Линия 1: позже линию назвали в честь токийского квартала Асакуса. Изначально планировалась что линия будет проходить мимо существовавшей станции Асакуса, но позже было решено провести линию через эту станцию для того чтобы воспользоваться преимуществом возможности пересадки пассажиров на линии Исэсаки и Гиндза.
Первоначальный участок длинной 3,2 км между станциями Осиагэ и Асакусабаси был открыт 4-го декабря 1960 года. Далее линия продлевалась по следующему графику:
- Май 1962: Асакусабаси — Хигаси-Нихомбаси
- Сентябрь 1962: Хигаси-Нихомбаси — Нингётё
- Февраль 1963: Нингётё — Хигаси-Гиндза
- Декабрь 1963: Хигаси-Гиндза — Симбаси
- Октябрь 1964: Симбаси — Даймон
- Июнь 1968: Даймон — Сэнгакудзи (Начало сквозного сообщения с линией Кэйкю)
- Ноябрь 15, 1968: Сэнгакудзи — Ниси-Магомэ

С 1998 по 2002 года линия использовалась как основной транспортный коридор между крупнейшими аэропортами Ханэда и Нарита. И хотя некоторые поезда всё ещё проходят этот маршрут, их количество сильно сократилось с 2002 года.

## Виды обслуживания
Большинство составов на линии останавливаются на всех станциях..

### Airport Limited Express
Airport Limited Express (яп. エアポート快特 эапо:то кайтоку) - изначально планировался как соединяющий два Аэропорта, но по факту основным пунктом назначения является Аэропорт Ханэда, составы отходят от станций terminating at either Кэйсэй-Такасаго, Кэйсэй-Сакура или Сибаяма-Тиёда на линии Кэйсэй. Составы не останавливаются на многих станциях линии Асакуса и так же подчиняются расписанию скорых поездов на линия Кэйсэй и Кэйкю. Для проезда на данном экспрессе не требуется резервации или дополнительно оплаты.
Состав соединяющий на прямую оба аэропорта ходит один раз в день по выходным и праздникам. Данный состав останавливается на всех станциях проходя через линию Асакуса. Время в пути от одного аэропорта до другого 1 час 46 минут.

## Станции
- Все станции расположены в Токио.
- Airport Limited Express останавливается на станциях помеченных символом "●", проезжает помеченные "|". Все остальные составы останавливаются на все станциях.

| Номер станции                        | Станция                              | Японское название                    | Расстояние (км)                      | Расстояние (км)                      | Airport Ltd. Exp. | Пересадки | Расположение |
| Номер станции                        | Станция                              | Японское название                    | Между станциями                      | Всего                                | Airport Ltd. Exp. | Пересадки | Расположение |
| ------------------------------------ | ------------------------------------ | ------------------------------------ | ------------------------------------ | ------------------------------------ | --- | --- | --- |
| A-01                                 | Ниси-Магомэ                          | 西馬込                               | -                                    | 0.0                                  | Линия Кэйкю сквозное сообщение с линией Аэропорт (Кэйкю) | | Ота |
| A-02                                 | Магомэ                               | 馬込                                 | 1.2                                  | 1.2                                  | Линия Кэйкю сквозное сообщение с линией Аэропорт (Кэйкю) | | Ота |
| A-03                                 | Наканобу                             | 中延                                 | 0.9                                  | 2.1                                  | Линия Кэйкю сквозное сообщение с линией Аэропорт (Кэйкю) | Линия Оимати | Синагава |
| A-04                                 | Тогоси                               | 戸越                                 | 1.1                                  | 3.2                                  | Линия Кэйкю сквозное сообщение с линией Аэропорт (Кэйкю) | | Синагава |
| A-05                                 | Готанда                              | 五反田                               | 1.6                                  | 4.8                                  | Линия Кэйкю сквозное сообщение с линией Аэропорт (Кэйкю) | Линия Яманотэ Линия Икэгами | Синагава |
| A-06                                 | Таканавадай                          | 高輪台                               | 0.7                                  | 5.5                                  | Линия Кэйкю сквозное сообщение с линией Аэропорт (Кэйкю) | | Минато |
| Сквозное сообщение с линиями Кэйкю:  | Сквозное сообщение с линиями Кэйкю:  | Сквозное сообщение с линиями Кэйкю:  | Сквозное сообщение с линиями Кэйкю:  | Сквозное сообщение с линиями Кэйкю:  | ○Через линию Кэйкю и линию Аэропорт до/от Аэропорт Ханэда ○Через линию Дзуси от Дзуси (только в одном направлении) ○Через линию Кэйкю до Урага (только в одном направлении) ○Через линию Кэйкю и линию Курихама до/от Мисакигути | ○Через линию Кэйкю и линию Аэропорт до/от Аэропорт Ханэда ○Через линию Дзуси от Дзуси (только в одном направлении) ○Через линию Кэйкю до Урага (только в одном направлении) ○Через линию Кэйкю и линию Курихама до/от Мисакигути | ○Через линию Кэйкю и линию Аэропорт до/от Аэропорт Ханэда ○Через линию Дзуси от Дзуси (только в одном направлении) ○Через линию Кэйкю до Урага (только в одном направлении) ○Через линию Кэйкю и линию Курихама до/от Мисакигути |
| A-07                                 | Сэнгакудзи                           | 泉岳寺                               | 1.4                                  | 6.9                                  | ● | Линия Кэйкю (сквозное сообщение) | Минато |
| A-08                                 | Мита                                 | 三田                                 | 1.1                                  | 8.0                                  | ● | Линия Мита (I-04) Линия Яманотэ, Линия Кэйхин-Тохоку (Тамати) | Минато |
| A-09                                 | Даймон                               | 大門                                 | 1.5                                  | 9.5                                  | ● | Линия Оэдо (E-20) Линия Яманотэ, Линия Кэйхин-Тохоку (Хамамацутё) Tokyo Monorail (Хамамацутё) | Минато |
| A-10                                 | Симбаси                              | 新橋                                 | 1.0                                  | 10.5                                 | ● | Линия Гиндза (G-08) Линия Токайдо, Линия Яманотэ, Линия Кэйхин-Тохоку, Линия Йокосука Линия Юрикамомэ (U-01) | Минато |
| A-11                                 | Хигаси-Гиндза                        | 東銀座                               | 0.9                                  | 11.4                                 | ｜ | Линия Хибия (H-09) Подземный проход до станций Гиндза, Хибия и Юракутё | Тюо |
| A-12                                 | Такаратё                             | 宝町                                 | 0.8                                  | 12.2                                 | ｜ | | Тюо |
| A-13                                 | Нихомбаси                            | 日本橋                               | 0.8                                  | 13.0                                 | ● | Линия Гиндза (G-11), Линия Тодзай (T-10) | Тюо |
| A-14                                 | Нингётё                              | 人形町                               | 0.8                                  | 13.8                                 | ｜ | Линия Хибия (H-13) | Тюо |
| A-15                                 | Хигаси-Нихомбаси                     | 東日本橋                             | 0.7                                  | 14.5                                 | ● | Линия Синдзюку (Бакуро-Ёкояма: S-09) Линия Собу (Скорая) (Бакуротё) | Тюо |
| A-16                                 | Асакусабаси                          | 浅草橋                               | 0.7                                  | 15.2                                 | ｜ | Линия Тюо-Собу | Тайто |
| A-17                                 | Курамаэ                              | 蔵前                                 | 0.7                                  | 15.9                                 | ｜ | Линия Оэдо (E-11) | Тайто |
| A-18                                 | Асакуса                              | 浅草                                 | 0.9                                  | 16.8                                 | ● | Линия Гиндза (G-19) Линия Исэсаки | Тайто |
| A-19                                 | Хондзё-Адзумабаси                    | 本所吾妻橋                           | 0.7                                  | 17.5                                 | ｜ | | Сумида |
| A-20                                 | Осиагэ                               | 押上                                 | 0.8                                  | 18.3                                 | ● | Линия Осиагэ (сквозное сообщение) Линия Хандзомон (Z-14) Линия Исэсаки | Сумида |
| Сквозное сообщение с линиями Кэйсэй: | Сквозное сообщение с линиями Кэйсэй: | Сквозное сообщение с линиями Кэйсэй: | Сквозное сообщение с линиями Кэйсэй: | Сквозное сообщение с линиями Кэйсэй: | ○Через линию Кэйсэй до/от Аэропорт Нарита ○Через линию Кэйсэй и Hokuso Railway до/от Инба-Нихон-Идай ○Через линию Кэйсэй и Shibayama Railway до/от Сибаяма-Тиёда                                                                 | ○Через линию Кэйсэй до/от Аэропорт Нарита ○Через линию Кэйсэй и Hokuso Railway до/от Инба-Нихон-Идай ○Через линию Кэйсэй и Shibayama Railway до/от Сибаяма-Тиёда                                                                 | ○Через линию Кэйсэй до/от Аэропорт Нарита ○Через линию Кэйсэй и Hokuso Railway до/от Инба-Нихон-Идай ○Через линию Кэйсэй и Shibayama Railway до/от Сибаяма-Тиёда                                                                 |

## Подвижной состав
В связи с тем что линия имеет сквозное сообщение с несколькими другими линиями, подвижной состав на линии разнообразен.

### Нынешний
- Toei: Toei 5300 series
- Keisei: 3300, New 3000, 3400, 3500, 3600, 3700
- Keikyū: New 1000, 600, 1500
- Hokusō: 7500, 7300, 7260, 9100, 9000
- Shibayama: 3600

### Использованный ранее
- Toei: 5000, 5200
- Keikyū: 1000
- Keisei: 3000 (первая модель), 3050 (первая модель), 3100, 3150, 3200, 3500 (старая модель)
- Hokusō: 7050, 7150, 7000, 7250